# Ōmoto
Ōmoto (japanisch 大本, dt. „Große Gründung“), auch bekannt als Ōmoto-kyō (大本教), ist eine japanische Religionsgemeinschaft, die oft als Shinshūkyō (neue japanische Religion) und Ableger des Shintō angesehen wird. Die Religion wurde 1892 von Nao Deguchi (出口 なお, Deguchi Nao) gegründet. Seit 1956 gehört Ōmoto dem „Verband der Shintō-Sekten“ an. Die spirituellen Führer der Bewegung waren immer Frauen. Seit 2001 wird sie von ihrer fünften Führerin, Kurenai Deguchi (出口 紅, Deguchi Kurenai), geleitet.

## Übersicht
Seit den Zeiten ihres Mitbegründers Onisaburō Deguchi spielt die Plansprache Esperanto eine wichtige Rolle in Schriften der Ōmoto-Religion. Fast alle der 45.000 aktiven Mitglieder haben ein wenig Esperanto gelernt und etwa 1000 beherrschen die Sprache fließend.
Von 1925 bis 1933 unterhielt Ōmoto in Paris eine Mission. Von hier aus reisten Missionare durch Europa, um die Nachricht zu verbreiten, dass Ōnisaburō Deguchi ein Messias oder Maitreya sei, der die Welt vereinigen werde. Von 1935 bis 1942 erlebte die Bewegung in Japan schwere Verfolgung und wurde verboten. 1950 gruppierte sich die Bewegung neu.
Ōmoto hat zwei große Zentren bei Kyōto. In Ayabe gibt es einen Tempel und in Kameoka befindet sich eine Mission in einem großen Park (am früheren Ort der Burg Kameoka), die Büros, Schulen und ein Verlagshaus und Schreine umfasst. Kunst spielt im Ōmoto eine wichtige Rolle. Die Mitglieder wollen die Welt durch Kunst schöner machen und glauben, dass Kunst die Menschen näher an das Göttliche bringt.
Die Mitglieder von Ōmoto glauben an mehrere Kami. Die wichtigsten sind Kunitokotachi-no-Mikoto (国常立尊), Ushitora und Hitsujisaru, aber auch der Erfinder des Esperanto, L. L. Zamenhof. Alle diese „Götter“ einschließlich Zamenhof glaubt man jedoch, seien Aspekte eines einzigen Gottes. Die Mitglieder erkennen in der Regel auch wichtige religiöse Figuren anderer Religionen an.
Einer der bekannteren Anhänger des Ōmoto ist Ueshiba Morihei, Begründer des Aikidō. Es wird allgemein angenommen, dass Ueshibas zunehmende Tendenz zum Pazifismus in seinen späteren Lebensjahren und die Ansicht, dass Aikidō eine „Kunst des Friedens“ sein sollte, von seiner Beziehung zu der Religion inspiriert seien. Ōmoto-Priester halten zu Ueshibas Ehren jedes Jahr am 29. April im Aiki-Schrein (合気神社 Aiki Jinja) in Iwama eine Zeremonie ab.